# Leonardo (football, 1982)
Pour les articles homonymes, voir Leonardo.
Leonardo Henriques da Silva, plus communément appelé Leonardo est un footballeur brésilien né le 22 juillet 1982.